# 夏庄乡
夏庄乡，又称下庄乡，是中华人民共和国河北省保定市阜平县下辖的一个乡镇级行政单位。

## 行政区划
夏庄乡下辖以下地区：
下庄村、菜池村、二道庄村、羊道村和面盆村。